# Killian Sardella
Killian Sardella (* 2. Mai 2002) ist ein belgischer Fußballspieler kongolesisch-italienischer Abstammung, der beim RSC Anderlecht in der belgischen Division 1A unter Vertrag steht. Der rechte Außenverteidiger ist seit September 2019 belgischer U21-Nationalspieler.

## Karriere

### Verein
Sardella, der kongolesisch-italienischer Abstammung ist, begann seine Karriere bei KWK Wemmel und kam im Jahr 2011 über den FC Brüssel in die Nachwuchsakademie des Erstligisten RSC Anderlecht, wo er in diversen Juniorenmannschaften spielte. Zuerst besetzte er die Position eines defensiven Mittelfeldspielers, wurde aber später zum Innenverteidiger umgeschult. Im Mai 2018 unterzeichnete er seinen ersten professionellen Vertrag beim Hauptstadtverein. Zur Saison 2019/20 wurde der nunmehrige rechte Außenverteidiger in die erste Mannschaft befördert. Am 9. August 2019 gab er beim 0:0-Unentschieden im Heimspiel gegen den KV Mechelen sein Debüt in der Pro League. Sardella etablierte sich rasch in der Startformation und kam bis zum Abbruch der Meisterschaft aufgrund der COVID-19-Pandemie auf 18 Ligaeinsätze. Anfang Juni 2020 gab der RSC Anderlecht, die Verlängerung seines Vertrages bis zum Sommer 2025 bekannt.
In der Saison 2020/21 bestritt Sardella 16 von 40 möglichen Ligaspielen sowie ein Pokalspiel für Anderlecht. In der nächsten Saison waren es 5 von 40 möglichen Ligaspielen sowie ein Pokalspiel und ein Qualifikationsspiel zur Conference League. 
In der Saison 2022/23 stand er bei 16 von 34 möglichen Ligaspielen für die erste Mannschaft auf dem Platz sowie bei sechs Spielen im Europapokal. Dazu kamen drei Spiele für die U 23-Mannschaft, die in der Division 1B spielt, in denen er drei Tore schoss. In der nächsten Saison waren es 34 von 40 möglichen Ligaspielen, bei denen er sein erstes Tor in seiner Karriere schoss, und zwei Pokalspiele.
In der Saison 2024/25 wurde er bei 24 von 40 möglichen Ligaspielen eingesetzt. Ab Mitte März 2025 fiel er bis zum Saisonende aufgrund einer Verletzung des Beinbeugermuskels aus. Dazu kamen vier Pokalspiele und zehn Spiele in der Europa League.

### Nationalmannschaft
Killian Sardella repräsentierte sein Heimatland in diversen belgischen Juniorennationalmannschaften. Von Oktober 2017 bis Mai 2019 bestritt er 22 Länderspiele für die U17. In dieser Zeit nahm er an der U17-Europameisterschaft 2018 und der U17-Europameisterschaft 2019 teil.
Seit September 2019 ist er U21-Nationalspieler.